# Шеллер, Юлия Игоревна
Ю́лия И́горевна Ше́ллер (род. 19 января 2002, Заозёрный, Красноярский край) — российская биатлонистка, призёр чемпионата России, победитель Спартакиады сильнейших. Мастер спорта России (2021).

## Биография
Родилась в Заозёрном Красноярского края. Начинала заниматься лыжными гонками в городе Бородино, но в возрасте 13 лет перешла в биатлон. Первым наставником спортсменки был Николай Петрович Новиков.
Обучается в Сибирском федеральном университете по специальности «физическая культура».

### Карьера
Многократная победительница и призёр всероссийских соревнований среди девушек и юниорок.
Перед сезоном 2023/24 вошла в состав основной сборной России в группу Михаила Шашилова. В том же сезоне на главном старте, Спартакиаде сильнейших, сенсационно выиграла 3 медали, в том числе золотую.
В марте 2025 года выиграла свою первую награду на чемионате России, став бронзовым призёром суперспринта в Тюмени.

## Личная жизнь
В апреле 2024 года вышла замуж за биатлониста Андрея Коваленко.